# Камзулин, Сергей Анатольевич
Серге́й Анато́льевич Камзу́лин (род. 3 января 1955, Москва) — советский и российский футболист, защитник. Мастер спорта СССР.

## Биография
Сергей Анатольевич Камзулин родился 3 января 1955 года в городе Москве.
Воспитанник московского «Динамо», первым тренером был Евгений Фёдорович Байков. С 1973 по 1981 год играл за московский «Локомотив», провёл 162 матча и забил 1 гол в чемпионатах и первенстве СССР, и ещё сыграл 30 встреч и забил 1 мяч в Кубке, был капитаном команды. В составе «Локо» стал победителем Первой лиги в 1974 году, полуфиналистом Кубка СССР в 1978 году и дважды чемпионом мира среди железнодорожников.
Завершал сезон 1981 года в «Кубани», за которую провёл свои последние в Высшей лиге СССР 3 матча. В 1982 году выступал за костромской «Спартак», принял участие в 38 встречах команды в первенстве и в 3 поединках Кубка. В 1983 году защищал цвета кировского «Динамо», в 38 матчах первенства забил 1 гол, и ещё 2 встречи провёл в Кубке СССР.
В сезоне 1984 года играл за орджоникидзевский «Спартак», провёл 26 матчей. В 1985 году принял участие в 2 поединках команды «Целинник». С 1986 по 1993 год защищал цвета курганской «Сибири» (носившей в эти годы также названия «Торпедо» и «Зауралье»), сыграл в её составе 236 матчей и забил 19 мячей в первенствах СССР и России, и стал обладателем Кубка РСФСР в 1991 году, приняв участие в 6 встречах турнира.
Работал тренером-преподавателем в курганской ДЮСШ № 3 и тренером местной детской команды «Тобол-98».
Перенес микроинсульт, живёт в Кургане.

## Достижения
- Обладатель Кубка РСФСР: 1991
- Обладатель Кубка МССЖ (международный спортивный союз железнодорожников), USIC Cup) 1976, 1979
- Победитель Первой лиги СССР: 1974